# 小田切大
小田切 大（おだぎり だい、1976年12月16日 - ）は、日本の作曲家、編曲家、音楽プロデューサー、シンガーソングライター。
東京都出身。日本大学芸術学部音楽学科作曲コース中退。血液型はO型。

## 概歴
1999年、大学の先輩であるキーボーディストのおおくぼけい（アーバンギャルド）らとバンド・新宿フォークを結成。2005年、日本コロムビアよりアルバム『RAINBOWMAN』でメジャー・デビュー。2009年、新宿フォーク解散。2010年、ギタリスト竹中俊二を音楽プロデューサーに迎えソロアルバム『Public』をリリース。2012年、乃木坂46に提供した楽曲『おいでシャンプー』が初登場でオリコンチャート1位を獲得。
現在はアーティストとしての活動と併せて作曲家として他歌手、サウンドトラックに楽曲提供をするなど、活動の幅を広げている。

## 作品
- 乃木坂46『おいでシャンプー』作曲
- 欅坂46『302号室』作曲・編曲
- 日向坂46『Dash&Rush』作曲
- 花澤香菜『傘を閉じたら』（PlayStation Vita版「解放少女 SIN」ED）作詞作曲
- 中尾諭介『好きです』作曲
- 関西テレビ・フジテレビ系列ドラマ『ゴーイング マイ ホーム』（是枝裕和監督）劇中曲作編曲
- NHK教育テレビジョン『ゴー!ゴー!キッチン戦隊クックルン』特別編（熊坂出監督）　劇伴
- テレビ東京系列ドラマ『ゆるキャン△』劇伴
- 関西テレビドラマ『エ・キ・ス・ト・ラ!!!』劇伴
- 名古屋テレビ放送ドラマ「ヴィレヴァン2! 〜七人のお侍編〜」
  - 岩瀬雪役 私立恵比寿中学柏木ひなた『ストロベリーチョコレートパフェアラモード』
- 映画『点』（石川慶監督）劇伴
- 映画『あゝ、荒野』（岸善幸監督）劇中曲
- 映画『ひらいて』（首藤凜監督）劇中曲『夕立ダダダダダッ』作詞・作曲
- カルピスCMソング『やってみようのうた』歌唱
- QBB CMソング『どーんと大きいスライスチーズ』歌唱
- 日立製作所CM『日立の樹』ナレーション
- JA『ファーマーズマーケット』ナレーション

## 出演
- 前科者 -新米保護司・阿川佳代-（2021年、WOWOW） - 弁護士 役